# Jelisaweta Iwanowna Steinberg
Jelisaweta Iwanowna Steinberg (russisch Елизавета Ивановна Штейнберг; * 12. Apriljul. / 24. April 1884greg. im Gouvernement Estland; † 3. Februar 1963 in Leningrad) war eine russische bzw. sowjetische Botanikerin und Hochschullehrerin.

## Leben
Nach dem Besuch des Revaler Mädchengymnasiums (Abschluss 1905) gab Steinberg zwei Jahre lang Unterricht. Bald ging sie nach St. Petersburg und studierte in den Höheren Bestuschew-Kursen für Frauen. Darauf ging sie nach Tomsk und bildete sich an der Staatlichen Universität Tomsk aus, um dann bei Porfiri Krylow zu arbeiten. Nach erfolgreicher Verteidigung ihrer Kandidat-Dissertation wurde sie zur Kandidatin der biologischen Wissenschaften promoviert. Ab 1914 war sie Mitarbeiterin des Botanischen Museums der Kaiserlichen Akademie der Wissenschaften in St. Petersburg/Petrograd, das 1931 das Botanische Institut wurde.
Nach der Oktoberrevolution lehrte Steinberg 1918–1920 am Lehrstuhl für Botanik der Universität Petrograd und  arbeitete bis 1931 im Peterhofer Naturwissenschaft-Forschungsinstitut. Sie war 1922 Mitglieder Botanischen Gesellschaft geworden und arbeitete ab 1922 in der Redaktion der Zeitschrift der Botanischen Gesellschaft mit.
Zur Untersuchung der Hochgebirgswiesen hatte Steinberg 1916 eine Expedition in den Kaukasus durchgeführt. Sie beteiligte sich 1926 an der Expedition der Universität Tomsk in die Minussinsk-Region. Sie führte in den Jahren 1927 bis 1929 eine Reihe von Untersuchungen der Bergwiesen in der Umgebung Kislowodsks durch. Im Altai suchte sie 1931 nach nutzbaren Pflanzen für die Gewinnung ätherischer Öle. In den Jahren 1932 bis 1934 untersuchte sie die Artenvielfalt auf der Halbinsel Kola. Sie reiste 1937 in den Kirgisischen Alatau, 1938 in die Usbekische SSR und 1939 in den westlichen Tian Shan, wo sie das Vorkommen des Schneckenklees untersuchte. Sie identifizierte  im Laufe ihrer langjährigen Arbeit mindestens 30 Arten.
Während des deutschen Angriffskriegs blieb Steinberg im blockierten Leningrad. Sie versorgte Verwundete und schützte die wertvollen Bestände des Botanischen Instituts. Nach dem Krieg arbeitete sie dort als wissenschaftliche Senior-Mitarbeiterin.

## Ehrungen, Preise
- Medaille „Für die Verteidigung Leningrads“
- Medaille „Sieg über Deutschland“
- Ehrenzeichen der Sowjetunion[1]

## Nach Steinberg benannte Pflanzen
- Astragalus steinbergianus Sumnev., 1934
- Hieracium steinbergianum Üksip, 1959
- Viola elisabethae Klokov, 1949